# Franche-Comté

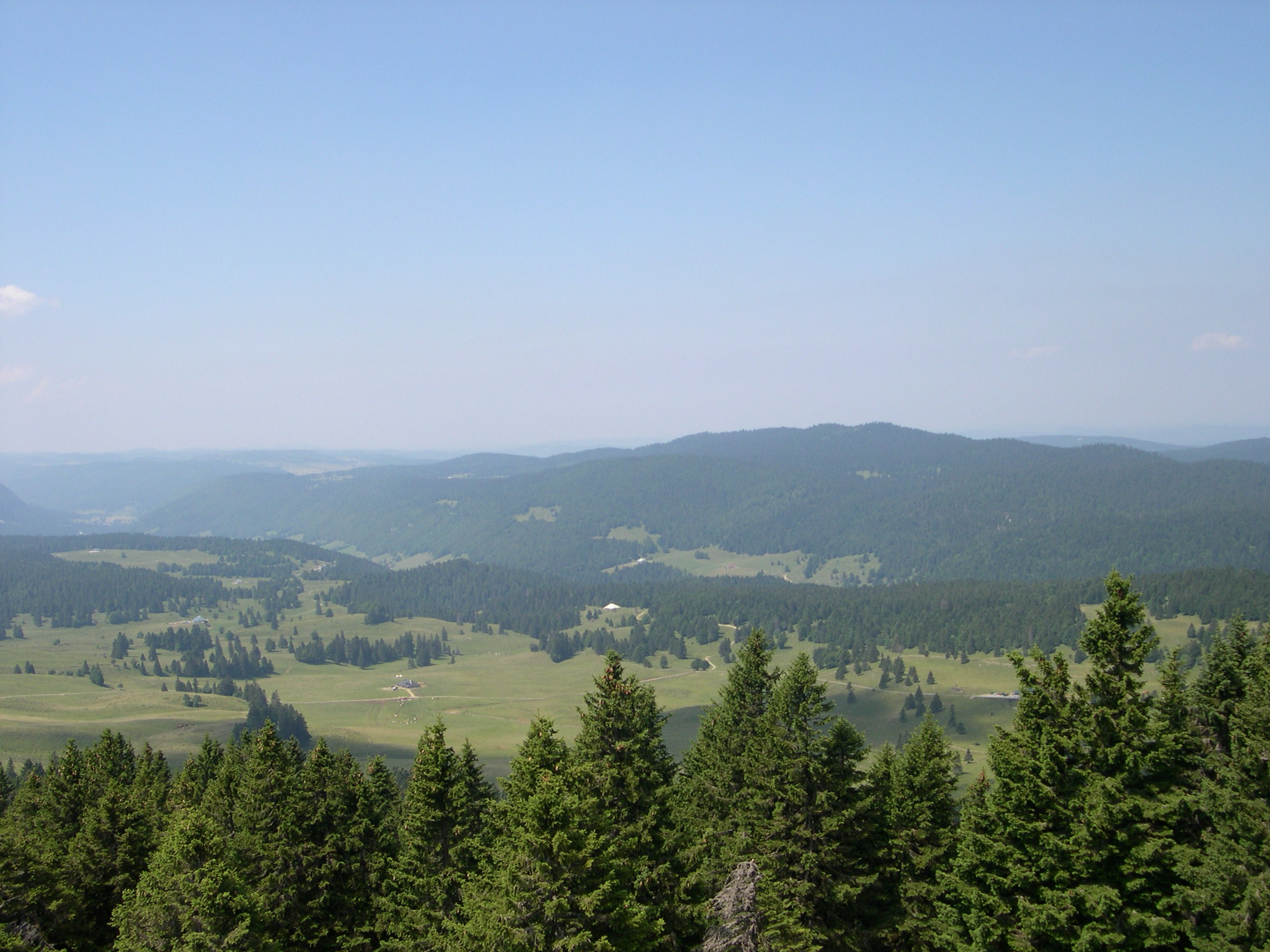
Der Crêt Pela im französischen Jura ist mit 1495 m die höchste Erhebung der Region Franche-Comté.

Die Franche-Comté [fʀɑ̃ʃkõte], in deutscher Sprache historisch Freigrafschaft Burgund, ist eine historische Provinz im Osten Frankreichs und war von 1960 bis 2015 eine administrative Region der fünften französischen Republik. Die Verwaltungsregion bestand aus den Départements Doubs, Jura, Haute-Saône und Territoire de Belfort, umfasste eine Fläche von 16.202 km² und hatte 1.181.069 Einwohner (Stand 1. Januar 2022). Ihre Hauptstadt war Besançon. Seit dem 1. Januar 2016 gehört das Gebiet zur neu geschaffenen Region Bourgogne-Franche-Comté.

## Geographie
Die östliche Grenze der Region fiel auf circa 230 Kilometern mit der Landesgrenze Frankreichs zur Schweiz zusammen. Diese teilweise natürliche Grenze wurde vom Juramassiv gebildet. Die Franche-Comté lag zwischen diesem und den früheren Regionen Elsass, Lothringen und Champagne-Ardenne im Norden, der Bourgogne (Burgund) im Westen und Rhône-Alpes im Süden.
Der Norden, der Teile der Vogesen einschließt, und der Osten mit dem französischen Jura sind gebirgig; die höchste Erhebung bildet der Crêt Pela (1495 Meter) im Département Jura. Das Gebiet ist wasserreich; die wichtigsten Flüsse sind die Saône, der Doubs und der Ain. Zudem gibt es vor allem im Département Jura zahlreiche mittelgroße und kleine Seen, die touristisch genutzt werden. Der Waldanteil (43 % der Fläche) war der höchste aller ehemaligen 26 Regionen Frankreichs; man findet vorwiegend Buchen, Eichen und Tannen. Die Böden sind kaum geeignet für intensive Landwirtschaft.

## Wappen
Beschreibung: In Blau mit goldenen Schindeln besäter Schild und ein goldener rot gezungter und bewehrter Löwe mit goldener Krone.
Von diesem Wappen, dessen ältesten Vorkommnisse auf wenige Jahre nach der Erhebung des Gebietes 1169 zur Pfalzgrafschaft Burgund durch Kaiser Friedrich I. Barbarossa datiert wurden (allerdings relativ ungenau), stammt wahrscheinlich das Wappen des verwandten Adelsgeschlechtes Nassau, der sog. nassauische Löwe, ab. Bei letzterem erscheinen die goldenen Schindeln spätestens 1246 in einem Siegel von Heinrich II. von Nassau.

## Geschichte
In der frühgeschichtlichen Periode wurde die Franche-Comté von dem Volksstamm der Sequaner besiedelt. Ihre Hauptstadt Vesontio befand sich an der Stelle des heutigen Besançon.
Zur Zeit der Völkerwanderung von Burgunden besiedelt, gehörte sie seit 534 zum Fränkischen Reich. Später gehörte das Gebiet zum Königreich Burgund, mit dem es 1033 nach dem Tode (1032) des kinderlosen burgundischen Königs Rudolf III. an das Heilige Römische Reich fiel.
Zur Zeit des Königreichs Burgund, in der ersten Hälfte des 10. Jahrhunderts, begannen die Brüder Letald II., Graf von Mâcon, und Humbert damit, ihre Macht in die Region hinein auszubauen. Letald bemächtigte sich der Grafschaften Amerous (Amous), Portois, Varasque (Varais) und Scodinque (Escouens), Humbert wurde der erste bekannte Herr von Salins und seiner Reichtum versprechenden Saline. Humberts Nachfahren regierten Salins bis zum Ende des 12. Jahrhunderts, Letalds Besitz fiel an seinen Enkel Otto Wilhelm († 1026) aus dem Haus Burgund-Ivrea, der dann als erster Graf von Burgund auftrat. Seine Nachkommen erkannten die Oberhoheit des Heiligen Römischen Reiches an. Über Beatrix von Burgund, eine Nachfahrin Otto Wilhelms, kam das Land dann an Friedrich Barbarossa.
Barbarossa trennte das Gebiet 1169 vom übrigen Burgund ab und erhob es zur Pfalzgrafschaft. Die Bezeichnung Freigrafschaft (freie Grafschaft, französisch la Franche-Comté, nicht zu verwechseln mit dem Begriff „Freigrafschaft“) ist erst seit dem 14. Jahrhundert bezeugt. 1361 fiel das Land an die Grafen von Flandern und kam 1384 mit diesem zum Länderkomplex des Hauses Burgund. Nach dem Tod Karls des Kühnen in den Burgunderkriegen mit der Eidgenossenschaft verzichteten die Eidgenossen für 150.000 Gulden auf ihre Ansprüche auf die Freigrafschaft. 1493 wurde sie im Vertrag von Senlis Philipp dem Schönen zugesprochen und kam damit zum habsburgischen Länderkomplex (ab 1556 als Besitz der spanischen Linie der Habsburger), während damals das westlich liegende eigentliche Herzogtum Burgund um Dijon an die französischen Könige fiel.
Zwischen Habsburg und den Eidgenossen wurde 1512 die Neutralisierung der Freigrafschaft vertraglich festgelegt, wobei die Eidgenossen den militärischen Schutz der Freigrafschaft übernahmen. Für die Eidgenossen war das Gebiet wirtschaftlich enorm wichtig, da die meisten Salz- und Metallimporte von dort – insbesondere von Salins-les-Bains – kamen und Salz auch für die Käseproduktion essentiell ist. Wegen ihrer inneren Zerstrittenheit und ihrer Abhängigkeit von Frankreich konnte die Eidgenossenschaft ihren militärischen Verpflichtungen gegenüber der Freigrafschaft jedoch nicht nachkommen, als diese im Dreißigjährigen Krieg in den Jahren des französisch-schwedischen Krieges (1635–1648) zum Kriegsgebiet wurde und auch geplündert wurde. Ähnlich war es später, als Ludwig XIV. die Freigrafschaft im Devolutionskrieg 1668 und im Holländischen Krieg 1674 militärisch besetzte.
Im Frieden von Nimwegen musste Spanien 1678 die Freigrafschaft an Frankreich abtreten. Bis dahin hatte sie zum Burgundischen Reichskreis des Heiligen Römischen Reiches gehört. Ludwig XIV. beauftragte Vauban mit der Befestigung der ehemaligen Reichsstadt Besançon und machte sie zur neuen Hauptstadt der französischen Provinz Franche-Comté. Zuvor war Dole Hauptstadt gewesen.
Bis 1790 (Französische Revolution) war die Franche-Comté eine der historischen Provinzen Frankreichs. Sie war jedoch nicht Teil des französischen Zollgebiets. Als Verwaltungseinheit wurde das Gebiet 1790 abgeschafft und in die Departements Jura, Doubs und Haute-Saône aufgeteilt. Als geographischer Name überlebte der Begriff jedoch.
Das Umland von Belfort ist historisch kein Teil der Franche-Comté, sondern gehörte früher zum Elsass (Region Sundgau). Es war bis zur Annexion des Elsass durch das Deutsche Reich im Jahr 1871 Teil des Départements Haut-Rhin, verblieb jedoch als einziger Teil des Elsasses bei Frankreich. Hintergrund dieser Entscheidung war, dass das Territoire de Belfort im Gegensatz zum Rest des Elsass’ überwiegend nicht deutschsprachig, sondern französischsprachig war. Bismarck wollte mit einer Grenzziehung entlang der Sprachgrenze die internationale Akzeptanz der deutschen Annektierung Elsass-Lothringens erhöhen. Außerdem entstand dadurch eine kürzere Grenzlinie, wie von den preußischen Militärs gewünscht. Dieses Gebiet bildet seither ein eigenes Département „Territoire de Belfort“, das man 1960 bei der Etablierung der Verwaltungsregionen der Franche-Comté zuordnete.
Mit der Einrichtung der Regionen 1960 entstand die Region Franche-Comté. 1972 erhielt die Region den Status eines Établissements public unter Leitung eines Regionalpräfekten. Durch die Dezentralisierungsgesetze von 1982 erhielten die Regionen den Status von Collectivités territoriales (Gebietskörperschaften), wie ihn bis dahin nur die Gemeinden und die Départements besessen hatten. Im Jahre 1986 wurden die Regionalräte erstmals direkt gewählt. Seitdem wurden die Befugnisse der Region gegenüber der Zentralregierung in Paris schrittweise erweitert.
Am 1. Januar 2016 wurde die Region Franche-Comté mit der benachbarten Region Burgund zur Region Bourgogne-Franche-Comté im Rahmen des am 7. August 2015 in Kraft getretenen Gesetzes „loi portant sur la Nouvelle Organisation Territoriale de la République (NOTRe, was auf französisch kommunikationsstrategisch gewollt „Unseres“ bedeutet)“ fusioniert. Die Neugestaltung der Regionen und Wahlkreise war das wichtigste Gesetzesvorhabens der von 2012 bis 2017 regierenden Sozialisten (PS). Lokal wurde die Fusion von den jeweiligen Präsidenten der Regionalräte, Marie-Guite Dufay (Franche-Comté, PS) und François Patriat (Burgund, PS) energisch vorangetrieben, nicht zuletzt um der Zentralregierung in Paris einen benötigten Präzedenzfall von zwei fusionswilligen Regionen zu liefern. Tatsächlich regte sich in der Bevölkerung der seit dem Mittelalter schon immer sich frei fühlenden und relativ unabhängig von den entfernten Großmächten (Heiliges Römisches Reich, Habsburger Besitzer, französische Könige) handelnden Region Franche-Comté Widerstand.

## Bevölkerung

### Demographie
Mit 72 Einwohnern pro Quadratkilometer ist die Bevölkerungsdichte gering. Zwischen 1851 und 1946 war die Einwohnerzahl der Franche-Comté rückläufig, danach stieg sie in den Nachkriegsjahrzehnten bis 1975 um etwa 25 % und steigt seit seither noch leicht an. Besançon ist die einzige Großstadt der Region. Die Mehrheit der Menschen leben in ländlicher Umgebung und man findet insbesondere im Département Haute-Saône auffallend viele Kleinstdörfer ohne jegliche Infrastruktur wie Post, Bistro oder Bushaltestelle.

### Städte
Die bevölkerungsreichsten Städte der Franche-Comté sind:

Gliederung der Region Franche-Comté

| Stadt           | Einwohner (Jahr) | Einwohner im Gemeindeverband (Jahr) | Département           |
| --------------- | ---------------- | ----------------------------------- | --------------------- |
| Besançon        | 120.057 (2022)   | 195.745 (2019)                      | Doubs                 |
| Belfort         | 45.646 (2022)    | 102.583 (2019)                      | Territoire de Belfort |
| Montbéliard     | 25.516 (2022)    | 139.970 (2019)                      | Doubs                 |
| Dole            | 23.784 (2022)    | 54.626 (2019)                       | Jura                  |
| Pontarlier      | 17.928 (2022)    | 27.732 (2019)                       | Doubs                 |
| Lons-le-Saunier | 16.942 (2022)    | 34.189 (2019)                       | Jura                  |
| Vesoul          | 15.306 (2022)    | 32.082 (2019)                       | Haute-Saône           |
| Audincourt      | 14.009 (2022)    | (Montbéliard)                       | Doubs                 |
| Valentigney     | 10.624 (2022)    | (Montbéliard)                       | Doubs                 |
| Saint-Claude    | 8556 (2022)      | 20.009 (2019)                       | Jura                  |

## Verwaltungsgliederung
Die Region Franche-Comté untergliedert sich in vier Départements:
| 548.662 | (2022) |

| 258.405 | (2022) |

| 233.920 | (2022) |

| 140.082 | (2022) |

## Wirtschaft
Im Jahr 2006 lag das regionale Bruttoinlandsprodukt je Einwohner, ausgedrückt in Kaufkraftstandards, bei 91,9 % des Durchschnitts der EU-27. In der Region ist die Automobilindustrie sehr stark vertreten. So liegt in Sochaux das Peugeot-Stammwerk, heute noch mit ca. 10.500 Mitarbeitern eins der größten Werke des Konzerns Stellantis, was auch Zulieferindustrie mit sich bringt. Außerdem werden bei Alstom in Belfort die Triebköpfe und wichtige Teile des Hochgeschwindigkeitszuges TGV hergestellt – das Werk besteht seit 1893 mit der dortigen Gründung der Compagnie Française Thomson-Houston. Besançon ist bekannt als französisches Zentrum der Mikrotechnik und der Uhrenindustrie, deren Betriebe auch in Kleinstädten und Dörfern des französischen Jura zwischen Besançon und der Schweizer Grenze angesiedelt sind.

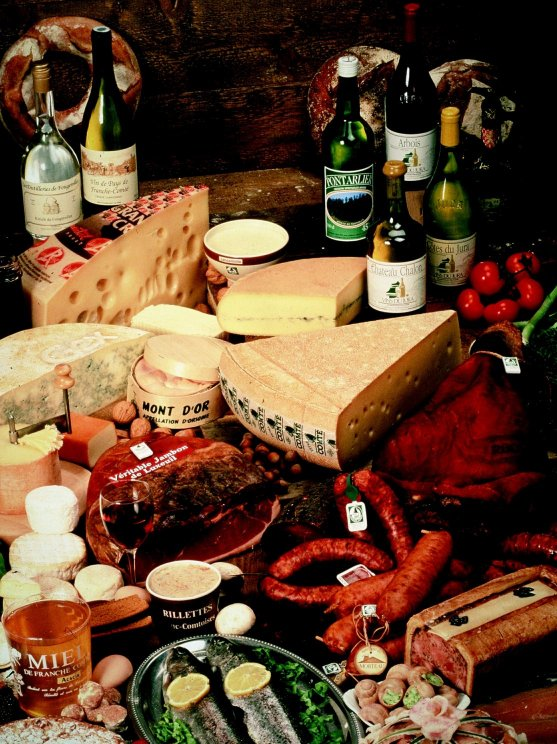
Spezialitäten der Franche-Comté

Am bekanntesten unter den zahlreichen landwirtschaftlichen Erzeugnissen sind die Käse Comté, Morbier, Vacherin du Haut-Doubs, Bleu de Gex und Cancoillotte, sowie als regionale Spezialitäten die geräucherten Würste Saucisse de Montbéliard und die große Saucisse de Morteau (je nach Größe auch Belle de Morteau und Jésus de Morteau genannt). Alle genannten Käsesorten sind durch Herkunftsbezeichnung (AOP / g.U. bzw. IGP / g.g.A.) geschützt und müssen überwiegend aus Kuhmilch der lokalen Montbéliard-Rasse hergestellt werden.
Seit 58 vor Christus hat der Weinbau in der Region Tradition. Das heutige Weinbaugebiet Jura ist bekannt für seine charakterstarken und kräftigen Weiß- und Rotweine, u. a. aus lokalen Rebsorten, sowie den Spezialitäten Macvin du Jura, Vin jaune, Vin de paille und dem Sekt Crémant du Jura.

## Film
- Die Franche-Comté: Bauernerde und Herrschaftsland. Dokumentarfilm, Deutschland, 2000, 43:40 Min., Buch und Regie: Ingeborg Koch-Haag, Produktion: Saarländischer Rundfunk, Inhaltsangabe von ARD.